# Anjos (Metro de Lisboa)
Anjos es una estación del Metro de Lisboa inaugurada el 28 de septiembre de 1966. Se localiza en el municipio de Lisboa, Portugal, entre las estaciones de Arroios e Intendente de la línea Verde, también llamada línea de la Carabela (en portugués, Linha da Caravela).
Esta estación está situada a la Avenida Almirante Reis, cerca del cruce con la calle Angola. El proyecto arquitectónico original (1966) es obra del arquitecto portugués Dinis Gomes y las intervenciones plásticas son obra de la pintora portuguesa Maria Keil.
El 15 de noviembre de 1982 se acabó la ampliación de la estación bajo las órdenes del arquitecto Sánchez Jorge y con las contribuciones plásticas del pintor portugués Rogério Ribeiro. La ampliación de la estación sirvió para alargar los andenes y la construcción de un nuevo vestíbulo.